# Mordellistena hoosieri
Mordellistena hoosieri är en skalbaggsart som beskrevs av Willis Blatchley 1910. Mordellistena hoosieri ingår i släktet Mordellistena och familjen tornbaggar. Inga underarter finns listade i Catalogue of Life.